# Цикореус цветок орхидеи
Цикореус цветок орхидеи (лат. Chicoreus orchidiflorus) — морской брюхоногий моллюск из семейства иглянок, обитающий в Индийском океане и в западной части Тихого океана.

## Описание
Миниатюрная раковина размером от 35 до 50 мм. Окраска раковины от нежно-розовой и цвета слоновой кости до кирпично-оранжевой.

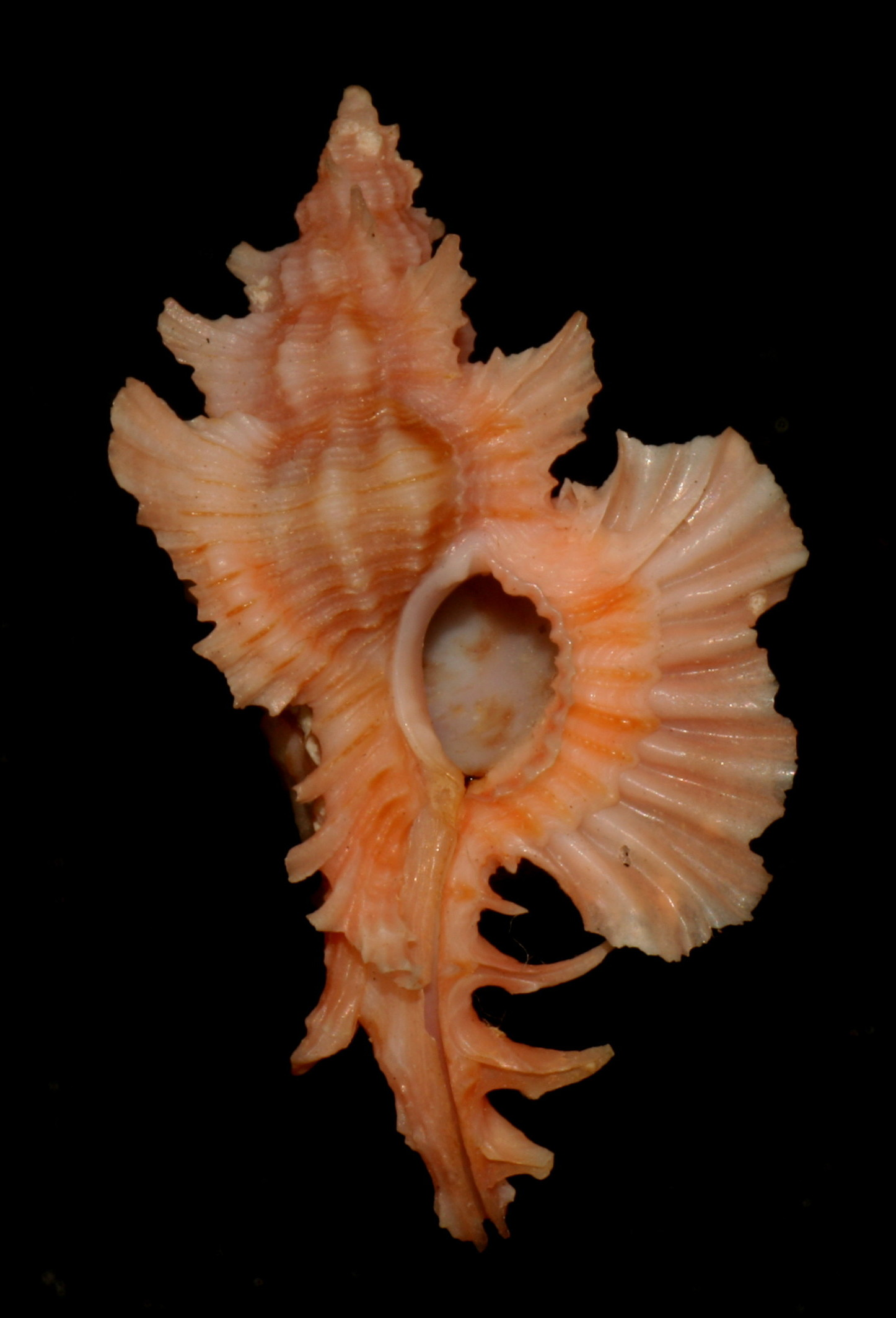
Оранжевый Chicoreus orchidiflorus с вентральной стороны

## Распространение
Тропический Индо-Тихоокеанский район. От Тайваня до Филиппинских островов.

## Биология
Моллюск обитает на коралловом песке на глубине до 200 метров. Хищник, питается другими моллюсками.